# بريت والش
بريت والش (بالإنجليزية: Brett James Walsh)‏ (19 فبراير 1994 في كندا - ) هو لاعب كرة طائرة الولايات المتحدة في مركز ممرر ‏.

## وصلات خارجية
- بريت والش على موقع الاتحاد الأوروبي (الإنجليزية)
- بريت والش على موقع عالم الكرة الطائرة (الإنجليزية)
- بريت والش على موقع دوري الدرجة الأولى الإيطالي للكرة الطائرة - رجال (الإيطالية)
- بريت والش على موقع اللجنة الأولمبية الدولية (الإنجليزية)
- بريت والش على موقع اللجنة الأولمبية الكندية (الإنجليزية)